# Hard Rectangular Drive
HRD (ang. Hard Rectangular Drive) – urządzenie służące do przechowywania danych zbudowane w oparciu o talerze, które są stosowane w dyskach HDD, z tą jednak różnicą, że będą one prostokątne i pozbawione jakiejkolwiek prędkości obrotowej. Do odczytu z powierzchni nieruchomych i prostokątnych talerzy zamiast jednej głowicy umieszczonej na ruchomym ramieniu, wykorzystane zostaną matryce głowic.

## Działanie
Dyski HRD będą oferować pojemność oraz żywotność równie wysoką jak klasyczne napędy HDD, oraz ciszę i szybkość dysków SSD. Ponadto wyróżniać ma je równa prędkość zapisu i odczytu danych. Innymi słowy, technologia HRD wydaje się być idealnym połączeniem zalet dysków twardych z zaletami dysków zbudowanych w oparciu o masową pamięć półprzewodnikową.